# Grombalia
Grombalia (in arabo قرمبالية) è una municipalità del governatorato di Nabeul, in Tunisia.
La città si trova al centro della pianura omonima, all'estremità occidentale della penisola di Capo Bon, lungo la strada che va da Tunisi (distante circa 40 chilometri) a Susa.
Grombalia fu capoluogo del governatorato di Capo Bon dal 25 settembre 1957 al 1º settembre 1964.
Il nome della città è di origine latina (Columbaria), benché l'insediamento attuale abbia origini andaluse. Si conservano una porta monumentale e i resti di una fortezza bizantina del VI secolo.

## Economia
L'economia locale si basa su colture agrumicole, uliveti e vigneti, la cui coltivazione è favorita dalla fertilità dei terreni e dalla ricchezza di acque sotterranee.

## Manifestazioni
Ogni anno si tiene la tradizionale festa delle marionette.

## Amministrazione

### Gemellaggi
- Cisterna di Latina (Italia), dal 2003.